# 牛场信彦
牛场信彦（日语：牛場 信彦/うしば のぶひこ，1909年11月16日—1984年12月31日），是日本外交官，牛场友彦的弟弟，曾担任日本驻美国大使。